# Fratte (Santa Giustina in Colle)
Fratte (dal latino Fracta, luogo abitato, sorto vicino ad una fortificazione; oppure nel significato di “boscaglia” o “macchia intricata”) è l'unica frazione del comune di Santa Giustina in Colle nella provincia di Padova.

## Economia
In Fratte il settore trainante è indubbiamente il primario, l'agricoltura è sviluppata e intensiva. Esistono, tuttavia, anche importanti fabbriche e aziende di rilevanza internazionale come Morellato.